# Kudu (Genuk)
Kudu is een bestuurslaag in het regentschap Semarang van de provincie Midden-Java, Indonesië. Kudu telt 6433 inwoners (volkstelling 2010).